# Ramna (Macedonia Północna)
Ramna (maced. Рамна) – wieś w południowej Macedonii Północnej, w pobliżu drugiego co do wielkości miasta tego kraju – Bitoli.
Osada wchodzi w skład gminy Bitola.